# Graham Atkinson
Graham Atkinson (Liverpool, 1943. május 17. – 2017. január 5.) angol labdarúgó, csatár. Testvére Ron Atkinson labdarúgó, edző.

## Pályafutása
1958 és 1962 között az Aston Villa korosztályos csapatában játszott. 1962 és 1974 között az Oxford United labdarúgója volt. 77 bajnoki góllal és az összes mérkőzésen elért 107 góllal az Oxford United legsikeresebb gólszerzője.